# علی‌آباد (بخش مرکزی سمیرم)
علی‌آباد یک روستا در ایران است که در بخش مرکزی شهرستان سمیرم در استان اصفهان واقع شده‌است. علی‌آباد ۵۳ نفر جمعیت دارد.

## جمعیت
این روستا در دهستان وردشت قرار دارد و بر اساس سرشماری مرکز آمار ایران در سال ۱۳۸۵، جمعیت آن ۵۳ نفر (۱۳ خانوار) بوده‌است.